# Higienização

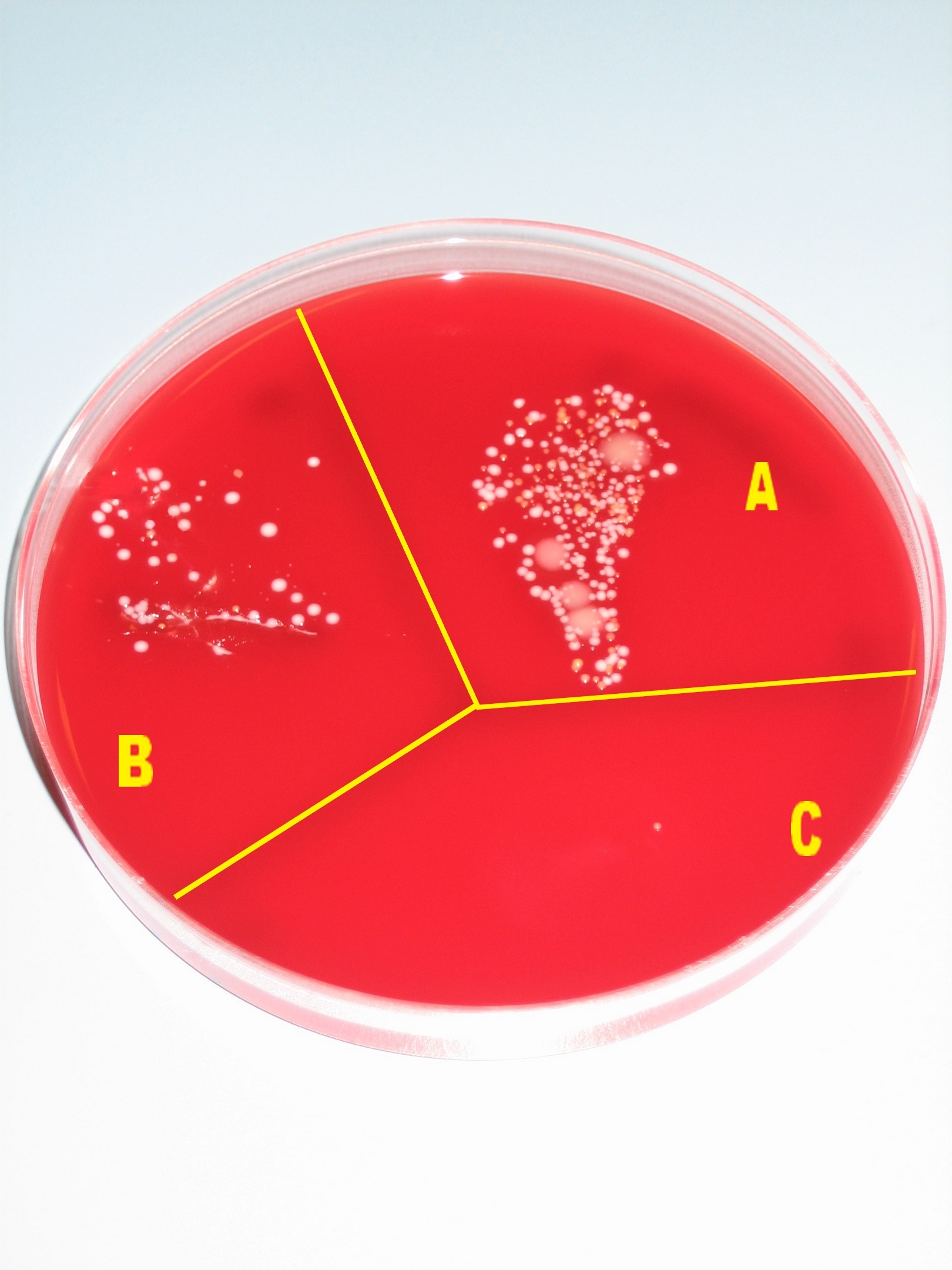
Crescimento microbiano em plaga de ágar sangue sem nenhum procedimento (setor A), após lavagem das mãos (setor B), e após desinfecção com etanol (setor C).

Higienização (derivado do grego hygieiné, "saúde") é o ato ou efeito de higienizar, de tornar higiênico ou limpo um ambiente, local ou superfície. É o estabelecimento das condições de limpeza ou salubridade necessárias à prevenção ou ao combate de doenças. Também pode ser conhecida por sanitização ou desinfecção. É um dos métodos mais indicados após a limpeza, porque é responsável pela eliminação de micro-organismos vivos, como ácaros e bactérias que vivem no ar e na poluição, sendo os maiores causadores de doenças e alergias respiratórias.
A higienização dos materiais pode ser manual ou com máquinas (de lavar ou de ultrassom) que utilizam água e sabão, e produtos enzimáticos e/ou químicos. Depois de realizada a higienização, os materiais devem ser enxaguados de maneira abundante em água corrente e secos com pano limpo. Havendo necessidade de esterilizar os materiais, estes devem então ser acondicionados de maneira adequada.
É de suma importância, para uma higienização com sucesso, que tenha sido realizada anteriormente uma limpeza bem executada, dessa forma a superfície do objeto estará pronto para receber o próximo procedimento.
O processo de higienização e desinfecção possui alguns níveis que classificam a sujeira e o tipo de limpeza que seu estofado ou ambiente precisam:
Nível baixo: na desinfecção de baixo nível, são aniquiladas bactérias e fungos que vivem em seu objeto de forma vegetativa, porém não são eliminados esporos bacterianos, camada responsável por proteger a bactéria, impedindo e bloqueando que agentes químicos da higienização ajam corretamente.
Nível médio: Esse nível é bem parecido com o anterior, porém ele consegue retirar fungos e bactérias como bacilo da tuberculose. Para essa higienização é recomendável álcool etílico 70%.
Nível alto: Nesse nível, a higienização atinge e elimina a maioria dos fungos e bactérias, ficando fora apenas alguns vírus lentos e umas bactérias mais resistentes, que são causadoras de doenças. Para uma desinfecção desse nível recomenda-se uma limpeza e higienização profissional.
HIGIENIZAÇÃO NA INDÚSTRIA DE ALIMENTOS
A indústria alimentícia (indústria alimentar) consiste em um conjunto de práticas que tem como objetivo promover ao ambiente de processamento de alimentos (superfície das instalações, dos equipamentos e utensílios) boas condições higiênicas (início da laboração).
A higienização das mãos (HM) é a medida mais simples e efetiva e de menor custo no controle das infecções relacionadas à assistência à saúde¹.
HIGIENIZAÇÃO DE UTENSÍLIOS
Como proceder na higienização dos utensílios? 
- Antes da utilização:

- Lavar em água corrente fria;
- Aplicar detergente com a utilização de esponja, esfregando todas as partes do utensílio;
- Enxaguar em água corrente, de preferência quente, e escorrer.
- Durante e após a utilização:

- Retirar o resíduo acumulado, descartando-o na lixeira;
- Lavar em água corrente fria;
- Aplicar detergente com a utilização de esponja, esfregando todas as partes do utensílio;
- Enxaguar em água corrente, de preferência quente, e escorrer;
- Borrifar álcool 70º sem enxaguar posteriormente;
- Guardar em organizadores adequadamente tampados.
HIGIENIZAÇÃO DE EQUIPAMENTOS
Quando e como proceder na higienização dos equipamentos?
- Antes e após a utilização (balança, batedeira, descascador de tubérculos, extrator de sucos, liquidificador, multiprocessador de alimentos, picador de carne):

- Desmontar as peças que não estão fixadas;
- Retirar o resíduo acumulado, descartando-o na lixeira;
- Passar as peças em água corrente fria;
- Aplicar detergente com a utilização de esponja, esfregando todas as partes das peças desmontadas, partes fixas do equipamento, fio e plugue;
- Enxaguar as partes removíveis em água corrente e escorrer. Para as partes fixas, fio e plugue retirar o detergente com pano descartável das;
- Imergir as peças desmontadas em solução de hipoclorito de sódio (01 colher de sopa para cada litro de água) deixando agir por 15 minutos, enxaguando para retirar o resíduo. Nas demais partes borrifar álcool 70º sem enxaguar posteriormente.
- Diariamente (filtro - externamente, torneira -, fogão, forno):

- Certificar-se de que o fogão ou forno estão com os queimadores desativados;
- Retirar resíduos acumulados, descartando-os na lixeira;
- Aplicar detergente com a utilização de esponja, esfregando as superfícies, com maior ênfase nas bordas, queimadores e acionadores de chama;
- Retirar o resíduo do detergente com pano descartável umedecido;
- No caso do filtro, borrifar álcool 70º ao final, sem enxaguar posteriormente.
Observação: Trocar o elemento filtrante a cada dois ou três meses, ou conforme a orientação do fabricante, colando uma etiqueta com a data da troca para monitoramento.
- Semanalmente (freezer, refrigerador):

- Tenha certeza que os equipamentos elétricos estão desconectados da tomada antes de iniciar a higienização.
- Retirar o resíduo acumulado, descartando-o na lixeira.
- Aguardar o degelo. Não utilizar material pontiagudo ou faca.
- Aplicar detergente com a utilização de esponja, esfregando as superfícies, com maior ênfase nas bordas, prateleiras, cantos e puxadores das portas.
- Retirar o resíduo do detergente enxaguando ou com pano descartável umedecido.
- Aplicar solução de hipoclorito de sódio (01 colher de sopa para cada litro de água), deixando agir por 15 minutos, com o auxilio de um pano, enxaguando para retirar o resíduo e/ou borrifar álcool 70º sem enxaguar posteriormente.
- Mensalmente (coifa):

- Certificar-se de que o equipamento está desligado;
- Aplicar detergente com a utilização de esponja, esfregando as superfícies, com maior ênfase nas bordas e cantos;
- Retirar o resíduo do detergente com pano descartável umedecido.
HIGIENIZAÇÃO DA ÁREA FÍSICA
A área física pode representar também risco de contaminação, portanto devem ser muito bem higienizada, em períodos determinados, conforme sua utilização.
- DIARIAMENTE:

- Bancadas
- Paredes próximas ao fogão e aos lavatórios
- Lavatórios (pias e cubas)
- Maçanetas e puxadores dos equipamentos
- Pisos, rodapés e ralos
- Área externa por onde transita o lixo
- Recipientes de lixo
- SEMANALMENTE:

- Área sob as bancadas
- Estrados
- Interruptores, tomadas
- Paredes, portas e janelas
- Prateleiras e armários
- MENSALMENTE:

- Luminárias
- Telas milimétricas
- Teto
- Tubulações (externamente)
- SEMESTRALMENTE:

- Reservatórios de água
- Tubulação da exaustão (internamente)
COMO PROCEDER NA HIGIENIZAÇÃO DA ÁREA FÍSICA?
- Lavar com água e detergente e enxaguar;
- No caso de interruptores, tomadas e luminárias, aplicar detergente com a utilização de esponja retirando o resíduo do detergente com pano descartável umedecido.
- Banhar ou passar pano exclusivo para este procedimento com solução de hipoclorito de sódio (01 colher de sopa para cada litro de água), deixando agir por 15 minutos;
- Deixar secar ao natural, retirando o excesso de maçanetas, interruptores, bancadas, e prateleiras;
- Manter as lixeiras tampadas e os resíduos (lixo) que forem retirados da área de manipulação guardados em local distante da área de manipulação em container igualmente tampado;
- Lavar bem com água e detergente, as lixeiras, containers, vassouras, rodos, pás de lixo, panos de chão, baldes e outros acessórios usados na higienização. Deixar secar.
- Os acessórios usados na higienização da área física não poderão ser destinados à higienização de equipamentos e utensílios.
- Não é recomendado o uso de escovas, esponjas ou similares de metal, bem como lãs de aço.
- Os reservatórios de água devem ser higienizados por empresa credenciada no INEA (Feema) devendo ser mantidos os registros da operação.
- Desinsetizar o ambiente por meio de empresa credenciada no INEA, mantendo os registros da operação.
- Não varrer à seco os ambientes onde ocorre manipulação de alimentos, nem áreas próximas.
REFERÊNCIAS:
1.  ZOTTELE, Caroline et al . Adesão dos profissionais de saúde à higienização das mãos em pronto-socorro. Rev. esc. enferm. USP,  São Paulo ,  v. 51,  e03242,    2017 .   Available from <http://www.scielo.br/scielo.php?script=sci_arttext&pid=S0080-62342017000100440&lng=en&nrm=iso>. access on  03  Oct.  2018.
2. Limpeza x Higienização: saiba a diferença e a importância. Available from <https://drlavatudo.com/blog/limpeza-e-higienizacao/>. Access on 03 Oct 2018.

3. Higienização de utensílios, equipamentos e área física. Available from <http://www.rio.rj.gov.br/dlstatic/10112/5550509/4146007/05_Higienizacaodeutensiliosequipamentoseareafisica.pdf>. Access on 03 Oct 2018.